# Большое Яковково
Большое Яковково — деревня в Сокольском районе Вологодской области.
Входит в состав Воробьёвского сельского поселения, с точки зрения административно-территориального деления — в Воробьёвский сельсовет.
Расположена к югу от автодороги А123. Расстояние по ней до районного центра Сокола — 57 км, до центра муниципального образования Воробьёво — 1 км. Ближайшие населённые пункты — Лубодино, Воробьёво, Толстоумово, Куваево.
По переписи 2002 года население — 11 человек.